# اولوویسکا (شهر)
۶۴°۰۴٫۵′ شمالی ۰۲۴°۳۲′ شرقی / ۶۴٫۰۷۵۰°شمالی ۲۴٫۵۳۳°شرقی
اولوویِسْکا (به لاتین: Ylivieska) یک شهرک در فنلاند است که در اوستروبوتنیای شمالی واقع شده‌است. این شهرک در سال ۲۰۱۷ میلادی ۱۵٬۲۱۶ نفر جمعیت داشته‌است.

## خواهرخوانده
شهر بخش مالونگ-سالن خواهرخواندهٔ اولی‌ویئسکا است.